# NGC 634

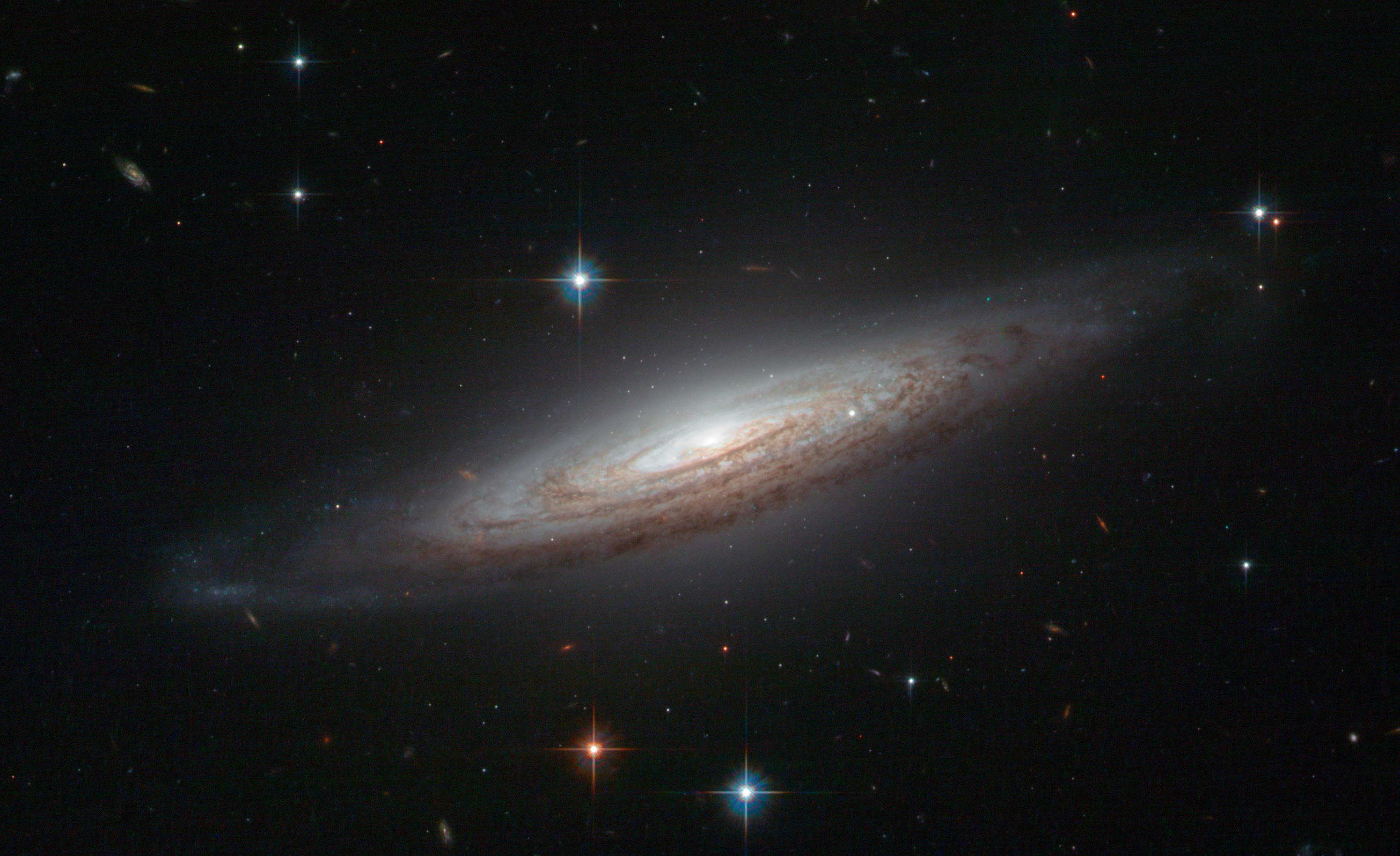
Image créée avec la caméra à large champ ACS du télescope spatial Hubble.

NGC 634 est une galaxie spirale située dans la constellation du Triangle. Sa vitesse par rapport au fond diffus cosmologique est de 4 666 ± 19 km/s, ce qui correspond à une distance de Hubble de 68,8 ± 4,8 Mpc (∼224 millions d'al). NGC 634 a été découverte par l'astronome français Édouard Stephan en 1876.

## Caractéristiques
Sa vitesse par rapport au fond diffus cosmologique est de 4 666 ± 19 km/s, ce qui correspond à une distance de Hubble de 68,8 ± 4,8 Mpc (∼224 millions d'al).
À ce jour, huit mesures non basées sur le décalage vers le rouge (redshift) donnent une distance de 69,013 ± 6,193 Mpc (∼225 millions d'al), ce qui est à l'intérieur des valeurs de la distance de Hubble
La classe de luminosité de NGC 634 est I et elle présente une large raie HI.

## Supernova
Deux supernovas ont été découvertes dans NGC 634 : SN 2006Q et SN 2008A.

### SN 2006Q
Cette supernova a été découverte le 24 janvier 2006 par W. Li dans le cadre du programme conjoint LOSS/KAIT (Lick Observatory Supernova Search de l'observatoire Lick et The Katzman Automatic Imaging Telescope de l'université de Californie à Berkeley. Cette supernova était de type II.

### SN 2008A
Cette supernova a été découverte le 2 janvier 2008 par l'astronome japonais Yoshimi Ichimura (it). Cette supernova était de type Ia.

## Groupe de NGC 507
NGC 634 fait partie du groupe de NGC 507. Ce vaste groupe comprend au moins 42 galaxies dont 21 figurent au catalogue NGC et 5 au catalogue IC. Quatre membres de ce groupe sont aussi des galaxies de Markarian. La plus brillante de ces galaxies est NGC 507 et la plus grosse NGC 536.